# Jean Durand (homme politique, 1865-1936)
Pour les articles homonymes, voir Jean Durand et Durand.
Jean Durand, né le 8 janvier 1865 aux Cammazes (Tarn) et mort le 11 octobre 1936 à Castelnaudary (Aude), est un homme politique français.

## Biographie
Médecin, il a été élu conseiller municipal de Castelnaudary en 1902 et maire de Castelnaudary le 15 mai 1904 jusqu'en mai 1912, date à laquelle le docteur Jean Mordagne lui succède. Mais au décès de ce dernier il est réélu maire jusqu'en 1919. En 1909 il est élu conseiller général de l'Aude, canton de Castelnaudary-Sud. Il le reste jusqu'à son décès. Au conseil général de l'Aude, Jean Durand en a été longtemps vice-président, et rapporteur permanent du budget départemental. À la Chambre des députés Jean Durand, élu rural, crée le premier Groupe de Défense Paysanne. En 1933 il est élu président de la commission du vote des femmes.
Jean Durand fut très affecté par le décès de sa fille unique en 1919, et de sa petite-fille en 1925, qui le privent de descendance directe. Dans ses dispositions testamentaires, il demande  à son épouse née Lucie Sompairac (Castelnaudary : 16 octobre 1868 - 8 septembre 1945) de léguer à la ville de Castelnaudary son domaine de Saint Jean, où il décédera. Sur ce domaine a été construit le lycée de Castelnaudary qui porte le nom de lycée Jean Durand, et le collège agricole dont les terres d'exploitation sont celles qui appartenaient à Jean Durand, et où il a été un agriculteur compétent et d'avant-garde. Maire de Castelnaudary, Jean Durand a été à la base de la création de l'école primaire supérieure, ancêtre du lycée de Castelnaudary. Député radical de l'Aude de 1906 à 1921, il avait battu le député sortant Olivier de Laurens-Castelet, républicain-démocrate libéral.
Il est inhumé à Castelnaudary (cimetière de l'ouest).

## Fonctions
- Sénateur de l'Aude de 1921 à 1936
- Ministre de l'Agriculture du 17 avril 1925 au 10 avril 1926 dans les gouvernements Paul Painlevé (2), Paul Painlevé (3), Aristide Briand (8) et Ariside Briand (9)
- Ministre de l'Intérieur du 10 avril au 17 juillet 1926 dans les gouvernements Aristide Briand (9) et Aristide Briand (10)
- Ministre de l'Instruction Publique et des Beaux-Arts du 21 février au 2 mars 1930 dans le gouvernement Camille Chautemps (1)

## Sources
- « Jean Durand (homme politique, 1865-1936) », dans le Dictionnaire des parlementaires français (1889-1940), sous la direction de Jean Jolly, PUF, 1960 [détail de l’édition]